# Jonathan e Martha Kent
Jonathan David Kent e Martha Hudson Clark-Kent, spesso chiamati "Pa" e "Ma" Kent, sono personaggi dei fumetti statunitensi creati da da Jerry Siegel (testi) e Joe Shuster (disegni), pubblicato dalla DC Comics. La loro prima apparizione avviene in Superman (Vol. 1) n. 1 (giugno 1939). 
I coniugi Kent sono i genitori adottivi di Superman e vivono nella cittadina rurale di Smallville, Kansas. Nella maggior parte delle versioni della storia delle origini di Superman, Jonathan e Martha trovano Kal-El da neonato dopo che è precipitato sulla Terra in seguito alla distruzione del suo pianeta natale, Krypton, adottandolo e ribattezzandolo Clark Kent, dato che "Clark" è il cognome da nubile di Martha. I Kent sono in genere ritratti come genitori amorevoli che infondono in Clark una forte bussola morale incoraggiandolo a usare i suoi poteri per il bene dell'umanità; in alcune continuity, Martha è inoltre la creatrice del costume di Superman, che ricava dalle coperte in cui i suoi genitori biologici lo avevano avvolto prima di metterlo nella navicella spaziale, in quanto resistente praticamente a ogni danno.
Nella continuity pre-Crisi, i Kent muoiono poco dopo il diploma alla scuola superiore di Clark, mentre in quella post-Crisi, sono entrambi vivi anche quando Clark è adulto e rimangono personaggi di supporto fino alla morte di Jonathan durante un attacco del supercriminale Brainiac, dopodiché Martha continua ad apparire come personaggio secondario fino al reboot dell'Universo DC di The New 52, in cui sia lei che il marito sono stati uccisi da un autista ubriaco, sebbene in seguito venga rivelato che tale incidente sia stato orchestrato dal Dr. Manhattan dell'universo di Watchmen per vedere come se la sarebbe cavata senza di loro Clark nel ruolo di Superman e, col rilancio di Rinascita, vengano riportati in vita.

## Storia editoriale
I personaggi sono apparsi per la prima volta nel n. 1 del primo volume di Superman, datato giugno 1939, in una storia scritta da Jerry Siegel ed illustrata da Joe Shuster, nonostante nella prima iterazione della storia di Superman in Action Comics (giugno 1938) venisse stabilito che a trovarlo fosse stato un “automobilista di passaggio”. In occasione del loro debutto, tuttavia, ad essere nominata è solo la madre adottiva, "Mary Kent", ma per tutta la durata degli anni quaranta i nomi dei coniugi Kent cambieranno in diverse occasioni: in una storia del 1942 George Lowther li chiama "Eben e Sarah Kent", mentre nel serial cinematografico del ‘48 sono "Eben e Martha Kent" ed in Superman (Vol. 1) n. 53 (agosto 1948) "John e Mary Kent".
I nomi definitivi dei personaggi, Jonathan and Martha Kent, vengono in seguito stabiliti rispettivamente in Adventure Comics  (Vol. 1) n. 149 (febbraio 1950) e Superboy (Vol. 1) n. 12 (febbraio 1951) mentre in Action Comics (Vol. 1) n. 484 (giugno 1978), viene determinato che John e Mary siano i genitori adottivi di Superman su Terra-Uno, mentre Jonathan e Martha su Terra-Due. Con la miniserie del 2003 Superman: Birthright ai personaggi vengono aggiunti vari elementi della serie televisiva Smallville tanto da attribuirgli occasionalmente le fattezze di John Schneider e Annette O'Toole.

## Biografia del personaggio

### Pre-Crisi
Nati entrambi a Smallville, Kansas, Jonathan Kent, ex-pilota di corse automobilistiche,  sposa Martha Clark in giovane età ed apre una fattoria assieme a lei nella periferia cittadina. La coppia non ha figli tuttavia, un giorno, in un campo vicino alla loro fattoria precipita una navicella spaziale con a bordo il neonato Kal-El e i due dapprima lo portano all'orfanotrofio di Smallville e in seguitano lo adottano legalmente chiamandolo "Clark" in onore del nome da nubile di Martha. Anni dopo, quando il bambino entra in età scolare, i Kent vendono la fattoria ed aprono un mercato generale nel centro della cittadina insegnandogli a controllare i suoi superpoteri e spingendolo, all'età di otto anni, ad adottare l'identità di Superboy, con un costume cucitogli da Martha e un'identità di copertura da ragazzo mite e riservato ideata assieme a Jonathan.
I coniugi Kent assistono il figlio in diverse delle sue avventura come Superboy e in una di esse vengono ringiovaniti di diversi decenni a causa dell'esposizione a un gas alieno sebbene in seguito gli effetti svaniscano riportandoli alla loro età naturale. Dopo che Clark si diploma al liceo, i Kent vanno in vacanza ai Caraibi e, dopo aver riesumato il forziere del tesoro del pirata Morgan gamba di legno, contraggono la misteriosa malattia tropicale che aveva causato la morte di quest'ultimo e periscono a loro volta, non prima però di aver fatto promettere al figlio adottivo di usare sempre i suoi poteri per il bene dell'umanità. Dopo il funerale Clark si trasferisce a Metropolis per frequentare il college e mantiene la promessa assumendo l'identità di Superman.
Nonostante la sua morte, a Jonathan viene in seguito consentito da alcuni alieni salvati anni prima dal figlio adottivo di osservarne la carriera supereroistica facendolo viaggiare nel futuro per 30 ore, per poi rimuovere tale ricordo dalla memoria di chiunque vi abbia preso parte.

### Post-Crisi
Nell'Universo DC generato in seguito a Crisi sulle Terre infinite, la famiglia Kent discende da ferventi abolizionisti trasferitisi in Kansas al termine della Guerra Civile Americana e sono contadini da generazioni, tradizione portata avanti anche da Jonathan e Martha Kent, sposatisi in giovane età senza però essere mai riusciti ad avere figli, dato che la donna ha avuto tre aborti spontanei. Una sera, dopo aver assistito all'atterraggio di fortuna di un utero artificiale kryptoniano vicino alla loro fattoria, i due trovano al suo interno un neonato alieno e lo accolgono proco prima dell'inizio di una violenta tempesta di neve di cui si approfittano per farlo passare come loro figlio biologico chiamandolo "Clark", per poi rivelargli la verità sulle sue origini durante gli ultimi anni del liceo parallelamente al pieno manifestarsi dei suoi poteri e, in seguito al trasferimento di quest'ultimo a Metropolis, lo aiutano a crearsi l'identità segreta di Superman.
Dopo la morte di Superman nello scontro con Doomsday, Jonathan ha un arresto cardiaco e, prima di essere rianimato, incontra il figlio adottivo nell'aldilà riuscendo a spronarlo a tornare in vita. Nel corso degli anni, i Kent aiutano inoltre Clark ad occuparsi della sua "famiglia allargata" ospitando nella loro fattoria la Supergirl Matrice per aiutarla ad ambientarsi dopo l'arrivo sulla Terra nonché a scendere a patti col senso di colpa per essersi fusa con Linda Danvers, accogliendo il clone parziale di Clark Kon-El e dandogli il nome "Conner Kent" olltre a divenire una sorta di genitori putativi anche per Kara Zor-El e Lor-Zod.
Vari retcon negli anni successivi hanno stabilito poi che la famiglia di Martha è emigrata dalla Germania e canonizzato nuovamente le attività del giovane Clark Kent come Superboy, nonché la sua collaborazione con la Legione dei Super-Eroi.
Successivamente a uno scontro tra Superman e Brainiac Jonathan ha un secondo infarto che, a differenza del precedente, gli risulta tuttavia fatale. Dopo il funerale, Martha chiede al figlio di non preoccuparsi per lei e lo lascia andare ad occuparsi della ricostruzione di Kandor, tuttavia Krypto, percependo la solitudine della donna, decide di rimanerle accanto andando a vivere con lei, così come fa il redivivo Conner Kent poco dopo.
Nel corso degli eventi de La notte più profonda, il Superman di Terra-Due, resuscitato come Lanterna Nera, attacca Smallville per disseppellire la bara di Jonathan e tentare di uccidere Martha assieme alla Lois Lane della sua realtà, anch'essa divenuta Lanterna Nera. Mentre Conner e Clark affrontano il Superman di Terra-Due, Martha si trova a cercare di sfuggire alla Lois di Terra-Due venendo salvata grazie all'intervento di Krypto.
Tempo dopo Lex Luthor acquisisce temporaneamente la semi-onnipotenza e se ne serve per torturare mentalmente Superman facendogli rivivere il momento più doloroso della sua vita, che si rivela essere la morte di Jonathan, cosa che manda il supercriminale su tutte le furie in quanto incapace di accettare che, a differenza sua, il rapporto del kryptoniano col padre fosse tanto buono.

### New 52eRinascita
In seguito agli eventi di Flashpoint l'Universo DC viene completamente riscritto e rilanciato. Nella nuova realtà narrativa Jonathan e Martha Kent sono entrambi deceduti in un incidente d'auto provocato da un guidatore ubriaco prima che Clark fosse adulto ed iniziasse a vestire i panni di Superman. Tale cambiamento si scopre tuttavia essere stato orchestrato dal Dottor Manhattan per vedere come se la sarebbe cavata il supereroe senza la loro guida, motivo per il quale, una volta riscritta nuovamente la realtà con Rinascita, annulla tale modifica riportandoli in vita entrambi.

## Altre versioni

### Terra 3
Nella realtà di Terra 3 successiva a The New 52, Johnny e Martha Kent sono una coppia di tossicodipendenti con una relazione abusante nella cui fattoria cade la navicella del piccolo Ultraman, che li costringe a fingersi i suoi genitori per mascherarsi nella società umana finché non fosse stato pronto a conquistare il Pianeta; una volta adulto, li uccide entrambi per poi dare fuoco alla loro fattoria, pur continuando ad usare il nome fittizio "Clark Kent".

## Altri media

### Cinema
- Eben e Martha Kent appaiono nel serial cinematografico Superman, interpretati rispettivamente da Edward Cassidy e Virginia Carroll.
- Jonathan e Martha Kent appaiono in Superman (1978), rispettivamente interpretati da Glenn Ford e Phyllis Thaxter con le voci italiane di Sergio Graziani (Michele Kalamera nell'edizione estesa) e Deddi Savagnone. In questa versione Jonathan muore d'infarto quando Clark è al liceo, mentre in Superman III (1983) Lana Lang rivela che Martha sia morta di vecchiaia e, all'inizio di Superman IV (1987), Clark vende la fattoria.
- In Superman Returns (2006), Martha è interpretata da Eva Marie Saint e doppiata da Melina Martello, mentre Jonathan appare tramite fotografie.
- Nel film d'animazione Superman: Doomsday - Il giorno del giudizio compare Martha Kent, doppiata da Swoosie Kurtz,[42] mentre Jonathan viene detto essere morto da anni.
- Martha Kent compare in All Star Superman, doppiata da Frances Conroy.[42]
- In Superman: Unbound Martha Kent è nuovamente doppiata dalla Conroy.[42]
- Jonathan e Martha Kent appaiono in Superman: Brainiac Attacks, rispettivamente doppiati da Mike Farrell e Shelley Fabares.[42][43]
- In Superman vs. The Elite Jonathan compare brevemente doppiato da Paul Eiding,[43] mentre Martha ha un ruolo muto.
- In Justice League: The Flashpoint Paradox Jonathan e Martha Kent hanno un ruolo muto.
- Nel DC Extended Universe (DCEU) Jonathan e Martha Kent sono rispettivamente interpretati da Kevin Costner[44] e Diane Lane con le voci italiane di Michele Gammino e Roberta Pellini.
  - Ne L'uomo d'acciaio (2013) la coppia trova la navicella con cui Clark arriva sulla Terra da neonato e lo cresce come loro figlio finché Jonathan muore a causa di un ciclone per impedire che, salvandolo, il figlio riveli i suoi poteri al resto della comunità. Anni dopo il generale Zod attacca la fattoria per costringere Martha a rivelargli l'ubicazione della nave spaziale di Kal-El ma questa si rifiuta di collaborare e viene salvata dall'intervento di Superman.
  - In Batman v Superman: Dawn of Justice (2016), Lex Luthor fa rapire e tenere in ostaggio Martha da Anatoli Knyazev per costringere Superman a combattere Batman, sebbene i due decidano poi di unire le forze e la salvino. Dopo che Doomsday uccide Superman, questi viene sepolto accanto a Jonathan.[45]
  - In Justice League (2017), Martha vende la fattoria dei Kent, poiché non può permettersi le commissioni bancarie e non ha più un attaccamento a Smallville dopo la morte del figlio ma, quando questi risorge, si riunisce lui e Bruce Wayne acquista la banca a cui essa doveva dei soldi, permettendole di mantenere la fattoria. 
    - In Zack Snyder's Justice League (2021), Martian Manhunter si trasforma in Martha per convincere Lois Lane a rientrare nella società.[46]
- Jonathan e Martha Kent compaiono in JLA Adventures: Trapped in Time, doppiati rispettivamente da Tom Gibis ed Erica Luttrell.[42][43]
- In DC Super Hero Girls: Hero of the Year i personaggi sono doppiati da Dean Cain e Helen Slater.[42][43]
- Jonathan e Martha Kent, rispettivamente doppiati da Paul Eiding e Jennifer Hale,[42][43] compaiono nel film DCAMU The Death of Superman e nel suo sequel Il regno dei Superman.
- In Superman: Man of Tomorrow i personaggi sono doppiati da Neil Flynn e Bellamy Young.[47][42][43]
- Jonathan Kent fa un'apparizione muta in Injustice doppiato da Kevin Pollak.[48]
- Nel franchise del DC Universe (DCU) Jonathan e Martha Kent sono interpretati rispettivamente da Pruitt Taylor Vince e Neva Howell[49][50] con le voci italiane di Dario Oppido e Stefanella Marrama, compaiono in Superman (2025), dove danno una mano al figlio a riprendersi dopo essere fuggito dall'universo tasca di Lex Luthor.

### Televisione
- Eben e Sarah Kent appaiono in Adventures of Superman (1952), interpretati rispettivamente da Tom Fadden e Frances Morris.
- Jonathan Kent appare nei segmenti di Superboy in Superman (1966).
- Jonathan e Martha Kent appaiono nella serie animata del 1988 Superman, doppiati rispettivamente da Alan Oppenheimer e Tress MacNeille.
- Nel telefilm Superboy, Jonathan e Martha Kent sono interpretati rispettivamente da Stuart Whitman e Salome Jens.
- Jonathan e Martha Kent, doppiati rispettivamente da Mike Farrell e Shelley Fabares,[42][43] sono personaggi ricorrenti della serie animata DCAU Superman e successivamente compaiono in vari episodi di Justice League.
- In Lois & Clark - Le nuove avventure di Superman, Jonathan e Martha Kent sono interpretati rispettivamente da Eddie Jones e K Callan con le voci italiane di Goffredo Matassi (Carlo Baccarini dalla seconda stagione) e Liliana Jovino.
- Jonathan e Martha Kent appaiono in Smallville, interpretati rispettivamente da John Schneider e Annette O'Toole con le voci italiane di Massimo Rossi e Alessandra Korompay. In questa versione i Kent hanno circa 40 anni all'inizio della serie[51] e Jonathan concorre alla carica di senatore contro Lex Luthor, vincendo ma morendo d'infarto la notte stessa, motivo per cui Martha assume la carica del marito, proteggendo Clark dalle macchinazioni di Amanda Waller con l'identità della Regina Rossa (Red Queen) e risposandosi a fine serie con Perry White.
- Nella serie animata Legion of Super Heroes Martha Kent è doppiata da Jennifer Hale.[42]
- Jonathan e Martha Kent appaiono in Young Justice, doppiati rispettivamente da Mark Rolston e Zehra Fazal.[42][43]
- Martha Kent ha un cameo muto in Super Best Friends Forever.
- In un flashback nella seconda stagione di Titans Martha Kent è interpretata da Sarah Deakins.[52]
- In DC Super Hero Girls Jonathan e Martha Kent sono rispettivamente doppiati da Dean Cain e Helen Slater.[42][43]
- Jonathan Kent ha un breve cameo non accreditato nella serie animata Justice League Action.
- Jonathan e Martha Kent ha fanno una breve apparizione sottoforma di cameo in Teen Titans Go!.
- In Superman & Lois, Jonathan e Martha Kent sono rispettivamente interpretati da Fred Henderson e Michele Scarabelli, in questa versione Jonathan è morto per un arresto cardiaco quando Clark era adolescente, cosa che lo ha spinto a lasciare Smallville, mentre Martha muore per un ictus nell'episodio pilota lasciando la fattoria in eredità alla famiglia del figlio adottivo.
- In My Adventures with Superman i personaggi sono rispettivamente doppiati da Reid Scott e Kari Wahlgren.[42][43]

### Videogiochi
- Jonathan e Martha Kent appaiono in DC Universe Online, doppiati rispettivamente da Brandon Young e Diane Perella.
- I coniugi Kent sono personaggi evocabili in Scribblenauts Unmasked: A DC Comics Adventure.[53]

### Varie
- Nel musical del 1966 It's a Bird... It's a Plane... It's Superman i personaggi sono interpretati da George Chandler e Irene Tedrow.